# ایچیجو هیده‌کو
ایچیجو هیده‌کو (به ژاپنی: 一条 秀子 いちじょう ひでこ)، تولد ۲۲ نوامبر ۱۸۲۵ - مرگ ۱۴ ژوئیه ۱۸۵۰ - دومین همسر توکوگاوا ایه‌سادا بود که بعداً سیزدهمین شوگون از شوگون‌سالاری ادو شد.
چهاردهمین دختر صدراعظم ایچیجو تادایوشی، بود که پس از مرگ همسر اول  تاکاتسوکاسا آتسوکو بر اثر بیماری آبله با او ازدواج کرد، اما او نیز بیمار شد و شش ماه بعد از ازدواج درگذشت. سه سال پس از اینکه او شوگون شد و نام خود را به ایه‌سادا تغییر داد، کیکو (تنشو-این آتسوهیمه)، دخترخوانده نایب‌السلطنه کونوئه تاداهیرو از قلمرو ساتسوما، را به خانه خود پذیرفت.